# Sulla rotta degli squali
Sulla rotta degli squali è un romanzo d'avventura di Wilbur Smith. Il libro è uscito in Italia nel 1979, edito dalla Arnoldo Mondadori Editore nella collana Cerchiorosso.

## Trama
Il cacciatore di marlin Harry Fletcher si mette alla ricerca di un tesoro nascosto nel relitto della nave Dawn Light affondata in una laguna nei mari presso l'isola di St. Mary, precisamente al largo dell'Isola dei tre Vecchi. Dovrà lottare contro molti nemici e traditori che vogliono impossessarsi del tesoro anche a costo di uccidere.

## Edizioni
- Wilbur Smith, Sulla rotta degli squali, traduzione di Lidia Perria, Oscar bestsellers, Mondadori, 1986,  p. 324, ISBN 9788804276760.

- Wilbur Smith, Sulla rotta degli squali, traduzione di Lidia Perria, collana TEA, Longanesi, 1997,  p. 388, ISBN 88-7818-275-3.

- Wilbur Smith, Sulla rotta degli squali, traduzione di Lidia Perria, Teadue, TEA, 1997,  p. 385, ISBN 9788878182752.

- Wilbur Smith, Sulla rotta degli squali, traduzione di Lidia Perria, Best TEA, TEA, 2011, ISBN 9788850219667.

- Wilbur Smith, Sulla rotta degli squali, traduzione di Lidia Perria, Super TEA, TEA, 6 agosto 2020,  p. 416, ISBN 9788850258611.